# Давидян, Оз
Оз Давидян (ивр. עוז דוידיאן‎; род. 1971, мошав Патиш) — израильский фермер, спасший 120 человек во время террористической атаки ХАМАС на участников музыкального фестиваля Нова 7 октября 2023 года.

Граффити с изображением Давидяна

## Биография
Оз Давидян родился в 1971 году в мошаве Патиш в семье Авраама Давидяна, иммигрировавшего в Израиль из Курдистана, и Рут Зада из Иерусалима. Учился в начальной и средней школе регионального совета Мерхавим.
С детства он работал на семейной ферме. После срочной армейской службы он поступил на работу в пограничную охрану. В то же время он изучал историю и Ближний Восток в Университете Бен-Гуриона, а затем изучал право в колледже Рамат-Гана, где получил диплом юриста. В 2008 году ушёл с работы в пограничной полиции и специализировался на должности общественного защитника, а затем адвоката в области уголовного и дорожного права. Учился на степень магистра права в колледже «Шаарей мишпат». Вместе с отцом до его смерти держали собственную ферму.
На июль 2021 года работал в Управлении развития и расселения бедуинов в Негеве.

## Подвиг
Всего в течение дня 7 октября 2023 года он совершил около 20 поездок в эпицентр событий в район Реима, каждый раз вывозя из-под огня людей. Давидян менял маршруты подъезда. Протяжённость поездок в каждую сторону составляла от 15 до 17 км. Во время его спасательной операции семья Оза оставалась дома в укрытии.
Израильские телеканалы обошло видео с регистратора его автомобиля. На нём запечатлены трупы и сгоревшие автомобили. В какой-то момент он увидел палестинцев, приняв их за представителей Армии обороны Израиля. Завязался диалог, в результате которого по фермеру открыли огонь, но никто в машине не пострадал. В том числе он спас одну израильтянку, захваченную 6 террористами. Давидян завязал диалог с ними и убедил освободить жертву, прикинувшись мусульманином.
Во время одной из поездок Давидян подобрал офицера израильской армии. Тот помог ему переписать имена всех спасённых и связаться с родственниками.
Давидян был приглашён на специальное мероприятие в Кнессете в числе 12 героев трагического дня.

## Семья
У Давидяна семь братьев. Он женат, имеет четырёх дочерей.